# هیوندای کانتی
هیوندای کانتی (Hyundai County) یک مینی‌بوس یک طبقه است که توسط بخش تولید کامیون و اتوبوس هیوندای تولید می‌شود. این خودرو در سال ۱۹۹۸ به‌عنوان جانشین هیوندای کورس معرفی شد. هیوندای کانتی در درجه اول به‌عنوان اتوبوس‌های شهری و برون‌شهری در دسترس است.
این خودرو مرتبط با کیا کومبی است که تولید آن متوقف شده است. سیستم جعبه‌دندهٔ کانتی به دو صورت خودکار و دستی ارائه شده است.